# 怀仁县 (奉天)
怀仁县，桓仁满族自治县旧名，使用于1877年至1914年间。
光绪三年（1877年），清朝政府在东北增设宽甸、怀仁、通化三县，其中怀仁县属奉天府兴京抚民厅辖。光绪四年六月起建设县城，光绪八年建成。民国三年（1914年）1月底，批准《改定各省重複縣名及存廢理由清單》。内务部令称奉天怀仁县与山西省怀仁县重名，因山西省怀仁县命名在先，改奉天怀仁县为“桓仁县”。